# Celosterna fasciculata
Celosterna fasciculata är en skalbaggsart som beskrevs av Aurivillius 1924. Celosterna fasciculata ingår i släktet Celosterna och familjen långhorningar. Inga underarter finns listade.